# Ylva Ogland
Ylva Snöfrid (tidigare Ylva Ogland), född 17 april 1974 i Umeå, är en svensk målare och kurator.

## Biografi
Ylva Snöfrid studerade målning vid Konstskolan Idun Lovén i Stockholm 1991–1993 och vid Kungliga Konsthögskolan i Stockholm 1993–1998.
Ylva Ogland har arbetat som kurator och lett i konstprojektet Konst2 i Skärholmen i Stockholm och har varit konstnärlig ledare för Tensta Konsthall 2004–2007, för bägge verksamheterna tillsammans med Jelena Rundqvist och Rodrigo Mallea Lira. Chefstrion avgick från Tensta Konsthall i januari 2008 efter en schism med styrelsen.
I sina målningar och installationer berör Ylva Snöfrid urbildens arkeologi och arkitektur. Hon har skapat en egen bildvärld, där hennes persona och konstnärskap har smält samman.
| ”             | Många tror att mina målningar är en slags fotorealism. Men jag har tagit bort och lagt till en massa, så det där med fiktion och verklighet suddats ut. Jag känner mig inte som en realist | „ |
| – Ylva Ogland | |   |

| ”             | Jag är intresserad av en gränslös känsla som i passion, sorg och begär. Det är som när man dansar. Ett tillstånd jag söker i mitt arbete. Och även i livet, kanske. | „ |
| – Ylva Ogland | |   |

## Utställningar
Ylva Oglands första större separatutställning hölls på Galleri Brändström & Stene i Stockholm 2002 (Rapture and Silence).
2004 hade hon en separatutställning på ROR galleria (Revolutions on Request) i Helsingfors (Ängeln, Anders, Xenia). 2006 hade hon sin andra separatutställning på Galleri Brändström & Stene i Stockholm (Loka/Ylva - 85/Press Through). 2007 hade hon sin första separatutställning i USA på galleriet Smith-Stewart i New York (Venus at Her Mirror). Sin andra separatutställning i USA hade hon senare samma år, som en del av Performa 07 i New York (Snöfrid N° 0). 2008  hade hon sin första separatutställning i Japan, på galleriet ShugoArts i Tokyo (She Who Shows the Way - Falling Asleep). Samma år hade hon även en separatutställning i Tyskland på The Building, ett E-Flux projekt i Berlin (Snöfrid Bar and Snöfrid N° -1 (the Vodka)). 
2009 hade hon två parallella separatutställningar i Stockholm, med MAP (Mobile Art production) hade hon en mindre retrospektiv (Venus vid sin spegel) utställning kuraterad av Magdalen Malm och på Brändström Stockholm hade hon samtidigt sin tredje separatutställning på galleriet (Snöfrid vid sina speglar). 2009 hade hon sin första separatutställning i Italien på galleriet T293 i Napoli (Xenia Primo Giorno …) utställningen var kuraterad av Lucie Fontaine i utställningsserien Perque Napoli? 2009 hade hon även tre separatutställningar i Grekland, på galleriet Bernier Eliades i Aten (Unconscious With the Chessmen Shadows), på ReMap i samarbete med Bernier Eliades (Behind the Shadows - Snöfrid with the Oracle of Fruit and Flower Deli on their Odyssey), och på Kunsthalle Athena (Snöfrid under the shadow of Athena, the Oracle said: the body is the shelter). Sin andra separatutställning i USA hade hon 2009 på Swiss Institute i New York, utställningen var en del av Performa 09 (Snöfrid Ruby Distillery). 
2010 hade hon en separatutställning i Rumänien, på galleriet Sabot i Cluj (In any weather, at any hour of the day or night, I have been anxious to improve the nick of time, and notch it on my stick too; to stand on the meeting of two eternities, the past and the future, which is precisely the present moment; to toe that line). 2011 hade hon en separatutställning i Belgien, på Hoet Bekaert Gallery i Ghent (Snödfrid’s Transmutations of Her Mirror World). Senare samma år hade hon två parallella separatutställningar i Stockholm, på galleriet Fruit and Flower Deli (Källa (Spring), Snöfrid et les contre espaces), och på galleriet Charlotte Lund (Speglad Källa (Mirrored Spring), Snöfrid et les contre espaces).  

## Fotnoter
1. ↑  Andreas Beyer & Bénédicte Savoy (red.), Artists of the World Online, K.G. Saur Verlag och Walter de Gruyter, 2009, 10.1515/AKL, Artists of the World konstnärs-ID: 98f52759-2805-4785-bdfa-4695349846ee, läst: 9 maj 2022.[källa från Wikidata]
2. 1 2 3  Gemeinsame Normdatei, Deutsche Nationalbibliotheks katalog-id-nummer: 10345648467749153-1, läst: 9 maj 2022.[källa från Wikidata]
3. 1 2  abART, abART person-ID: 134557, läst: 1 april 2021.[källa från Wikidata]
4. ↑  RKDartists, RKDartists-ID: 420145, läst: 18 november 2021.[källa från Wikidata]
5. ↑  Dagens Nyheter 2008-01-16
6. ↑  Ylva Ogland intervjuad av Nils Petter Sundgren i Konstkatalogen, hösten 2006
7. ↑  Ylva Ogland intervjuad av Clemens Poellinger i Svenska Dagbladet 2009-01-14